# Alue Gandai
Alue Gandai is een bestuurslaag in het regentschap Bireuen van de provincie Atjeh, Indonesië. Alue Gandai telt 173 inwoners (volkstelling 2010).